# Папа-Фёдоров, Михаил Николаевич
Михаил Николаевич Папа-Фёдоров (1868 — около 1952) — командир лейб-гвардии 3-й артиллерийской бригады, генерал-майор (с 1915 г.), герой Первой мировой войны. Участник Белого движения, инспектор артиллерии 3-го армейского корпуса ВСЮР.

## Биография
Родился в Херсонской губернии. Сын подполковника. Православный.
Окончил 2-й Московский кадетский корпус (1886) и Михайловское артиллерийское училище (1889), откуда выпущен был подпоручиком в 3-ю гвардейскую и гренадерскую артиллерийскую бригаду, позднее преобразованную в лейб-гвардии 3-ю артиллерийскую бригаду.
Произведен в штабс-капитаны 6 декабря 1895 года, в капитаны — 9 апреля 1900 года. Окончил Николаевскую академию Генерального штаба по 2-му разряду. 1 апреля 1907 года назначен командующим 3-й батареей лейб-гвардии 3-й артиллерийской бригады, а 22 апреля произведен в полковники на вакансию, с утверждением в должности. Окончил Офицерскую артиллерийскую школу.
21 августа 1912 года назначен командиром 2-го дивизиона лейб-гвардии 1-й артиллерийской бригады, с которой и вступил в Первую мировую войну. Пожалован Георгиевским оружием
За то, что в боях 19 и 20 февраля 1915 года у д. Кобылин, находясь под действительным огнем противника на наблюдательных пунктах, удачными действиями подчиненных ему батарей, которыми он управлял и которым давал указания для корректирования, несколько раз рассеивал наступавшие неприятельские части, чем дал возможность своей пехоте успешно выполнить поставленную ей важную задачу.
В мае-июне 1915 года был назначен командующим Кавказской гренадерской артиллерийской бригадой, а 27 июня того же года произведен в генерал-майоры «за отличия в делах против неприятеля», с утверждением в должности. 12 мая 1916 года назначен командиром лейб-гвардии 3-й артиллерийской бригады, а 29 апреля 1917 года — и. д. инспектора артиллерии 32-го армейского корпуса.
В Гражданскую войну участвовал в Белом движении в составе Вооруженных сил Юга России. Состоял в резерве чинов при штабе командующего войсками Юго-Западного края, с 13 апреля 1919 года — в резерве чинов при штабе Главнокомандующего ВСЮР. С 27 июня 1919 года назначен инспектором артиллерии 3-го армейского корпуса, с 15 октября того же года — инспектором артиллерии войск Новороссийской области.
В эмиграции в Болгарии. В 1931 году возглавлял объединение лейб-гвардии 3-й артиллерийской бригады в Шумене. В начале 1930-х годов переехал с семьей (женой, тремя дочерьми и тещей) в Софию. Последние годы жизни провел в Доме русских инвалидов в Княжево, умер там же не позже 1952 года.

## Семья
Братья:
- Георгий Николаевич (1865—1926, Берлин), генерал-майор флота; после 1917 года — в Вооруженных силах Юга России. В эмиграции в Германии, член берлинского Союза взаимопомощи служивших в российском флоте.
- Александр Николаевич (1873—?), полковник. Участник русско-японской войны, Первой мировой войны. Участник Белого движения на Юге России в рядах ВСЮР. В ноябре 1920 года эмигрировал.

Жена — Елена Павловна, урожд. Лансере (1876—1963), дочь генерал-лейтенанта русской императорской армии.
Дочери:  Ирина (род. в 1899), Наталия (род. в 1900), Татьяна (род. в 1907).

## Награды
- Орден Святого Станислава 2-й ст. (1906)
- Орден Святой Анны 2-й ст. (1910)
- Орден Святого Владимира 4-й ст. (1913)
- Орден Святого Владимира 3-й ст. с мечами (ВП 28.10.1914)
- мечи к ордену Св. Анны 2-й ст. (ВП 19.02.1915)
- мечи и бант к ордену Св. Владимира 4-й ст. (ВП 26.02.1915)
- мечи к ордену Св. Станислава 2-й ст. (ВП 10.05.1915)
- Георгиевское оружие (ВП 25.07.1915)
- Орден Святого Станислава 1-й ст. с мечами (ВП 11.02.1916)